# Pangio filinaris
Pangio filinaris is een straalvinnige vissensoort uit de familie van de modderkruipers (Cobitidae). De wetenschappelijke naam van de soort is voor het eerst geldig gepubliceerd in 1993 door Kottelat & Lim.